# ياروسلاف بوبوفيتش
ياروسلاف بوبوفيتش (بالأوكرانية: Попович Ярослав Павлович)‏ (و. 1980  م) هو دراج أوكراني ولد في دروغوبيتش، وهو متخصص تسلق ‏.

## التصنيف
| السنة     | 2002 | 2003 | 2004 | 2005 | 2006 | 2007 | 2008 | 2009 | 2010 | 2011 | 2012 | 2013 |
| --------- | ---- | ---- | ---- | ---- | ---- | ---- | ---- | ---- | ---- | ---- | ---- | ---- |
| تصنيف UCI | 74   | 39   | 68   |      |      |      |      |      |      |      |      |      |
| بروتور    |      |      |      | 36   | 80   | 49   | -    |      |      |      |      |      |
| العالم    |      |      |      |      |      |      |      | 139  | -    |      |      |      |
| العالم    |      |      |      |      |      |      |      |      |      | 209  | -    | 160  |
|           |      |      |      |      |      |      |      |      |      |      |      |      |
| مصدر: UCI |      |      |      |      |      |      |      |      |      |      |      |      |

## سجل الفوز

### سباقات أو مراحل فاز بها
| التاريخ        | السباق                                                       | المركز                                                                  |
| -------------- | ------------------------------------------------------------ | ----------------------------------------------------------------------- |
| 01 يناير 2000  | سباق الطريق لأقل من سنة في بطولة العالم 2000                 |                                                                         |
| 03 سبتمبر 2000 | Tour de la Vallée d'Aoste 2000                               | الفائز في التصنيف العام                                                 |
| 01 يناير 2001  | 2001 UCI Road World Rankings                                 |                                                                         |
| 01 يناير 2001  | 2001 UCI Road World Championships – men's under-23 road race | الفائز في التصنيف العام                                                 |
| 01 يناير 2001  | Grand Prix Guillaume Tell 2001                               |                                                                         |
| 16 أبريل 2001  | 2001 Giro del Belvedere                                      | الفائز في التصنيف العام                                                 |
| 03 يونيو 2001  | Paris–Roubaix Espoirs 2001                                   | الفائز في التصنيف العام                                                 |
| 02 سبتمبر 2001 | Tour de la Vallée d'Aoste 2001                               | الفائز في التصنيف العام                                                 |
| 01 يناير 2002  | طواف إيطاليا 2002                                            | المرتبة 12 في التصنيف العام                                             |
| 01 يناير 2003  | طواف إيطاليا 2003                                            | الثالث في التصنيف العام، السابع في تصنيف النقاط، الثامن في تصنيف الجبال |
| 04 مايو 2003   | طواف روماندي 2003                                            | السابع في التصنيف العام                                                 |
| 22 مايو 2005   | فولتا كاتالونيا 2005                                         | الفائز في التصنيف العام                                                 |
| 24 يوليو 2005  | سباق طواف فرنسا 2005                                         | الأول في تصنيف أفضل شاب                                                 |
| 23 أبريل 2006  | 2006 Tour de Georgia                                         |                                                                         |